# Волков, Михаил Васильевич (Герой Советского Союза)
Михаи́л Васи́льевич Во́лков (1925—1943) — красноармеец Рабоче-крестьянской Красной Армии, участник Великой Отечественной войны, Герой Советского Союза (1943).

## Биография
Михаил Волков родился в 1925 году в селе Цикуль Судогодского уезда Владимирской губернии (ныне Гусь-Хрустальный район, Владимирская область) в крестьянской семье. Окончил начальную школу, после чего работал в колхозе. В январе 1943 года он был призван на службу в Рабоче-крестьянскую Красную Армию. С августа того же года — на фронтах Великой Отечественной войны. Был стрелком 1031-го стрелкового полка 280-й стрелковой дивизии 60-й армии Центрального фронта. Отличился во время битвы за Днепр.

## Подвиг
В ночь с 24 на 25 сентября 1943 года, несмотря на массированный вражеский огонь, Волков вместе с двумя своими товарищами Николаем Козловым и Владимиром Маркановым переправился через Днепр к юго-западу от села Окуниново Козелецкого района Черниговской области Украинской ССР (в 1966 году территория села была затоплена при наполнении Киевского водохранилища) и захватил выгодную позицию с немецкими пулемётами. Группе удалось отразить вражеские контратаки. В последующих боях Волков был ранен и скончался от полученных ранений в дивизионном медсанбате 4 октября. Первоначально был похоронен в селе Окуниново. Позднее перезахоронен в братской могиле в селе Косачовка.

## Награды
Указом Президиума Верховного Совета СССР от 17 октября 1943 года за «мужество и героизм, проявленные при форсировании Днепра и удержании плацдарма на его правом берегу» красноармеец Михаил Волков посмертно был удостоен высокого звания Героя Советского Союза с награждением орденом Ленина.